# Summer (Mogwai-dal)
A Summer a Mogwai egy dala, valamint a Summer/Ithica 27 ϕ 9 kislemezük A-oldala, amelyet 1996. november 4-én adott ki a Love Train.
A szám szerepel a Mogwai Young Team stúdió- és a Ten Rapid (Collected Recordings 1996–1997) válogatásalbumokon.
A szám a pop Mogwai-féle értelmezésének is tekinthető. Élőben még ma is sok helyen hallható, azonban a Priority Versiont már nem játsszák; habár az 1990-es évek vége felé inkább az volt a népszerűbb. Eredetileg Martin címen volt ismert, valószínűleg a dobosuk, Martin Bulloch után. Ez a Mogwai első alkotása; Braithwaite előző zenekarának (Deadcat Motorbike) egy promóciós darabja szintén a Summer címet viseli.

## Leírás
A kompozíció a visszhangokkal tarkított kórussal kezdődik, amely egészen a 40. másodpercig tart; ekkor lép be az orgonával kísért basszus. Az 54. másodpercben szólalnak meg a dobok, a háttérben pedig harangjáték csendül fel. 1:24-nél E5-re hangolt torzított gitározás kezdődik, amelyet erős dobjáték kísér. 1:30 és 1:36 között visszatér a harangjáték, amelyet újra elnyom a gitár. 1:42-nél kezdődik Stuart Braithwaite haranggal tarkított gitárszólója. 2:13-tól a harangjáték és a gitár váltogatják egymást. 2:43 és a 3. perc között egy kissé különböző szóló hallható, majd egyszerre az összes hangszer megszólal; az erős, kétségbeesett szólam 3:28-ig tart, amikor egy új gitár lép be. 3:45-nél újra felcsendül a harang, de ezúttal orgonával és dobbal kísérve, majd 4:09-nél az orgonát kivéve minden elnémul; ezután a maradék szólam lassan halkul el.

### Priority Version
A John Peel műsorában 1996-ban elhangzott változat Summer (Priority Version) címmel felkerült a Mogwai Young Team stúdióalbumra. Stuart Braithwaite a következőket mondta róla: 
Szerintem crack hatása alatt állhattunk, mert nagyon pocsék lett.

### Szereplések
- A Priority Version a 2002-es RE:Brand brit dokumentumsorozat záródala volt.
- A Summer szerepelt a 2003-as Super Bowl egy reklámjában; ezzel 250 000 fontot és nemzetközi ismertséget szereztek.[4]

## Számlista
Az összes dal szerzője a Mogwai; a Summer dalban közreműködött David Robertson. 
| 1.   | Summer (zenéjét David Robertson szerezte) | 4:25 |
| 2.   | Ithica 27 ϕ 9                             | 2:57 |
| 7:22 |                                           |      |

## Közreműködők

### Mogwai
- Stuart Braithwaite – gitár, harangjáték
- Dominic Aitchison – basszusgitár
- Martin Bulloch – dob
- John Cummings – gitár

### Gyártás
- Paul Savage – producer, keverés

## Fordítás
Ez a szócikk részben vagy egészben  a   Summer (Mogwai composition) című angol Wikipédia-szócikk ezen változatának fordításán alapul.  Az eredeti cikk szerkesztőit annak laptörténete sorolja fel. Ez a jelzés csupán a megfogalmazás eredetét és a szerzői jogokat jelzi, nem szolgál a cikkben szereplő információk forrásmegjelöléseként.